# Lars-Göran Carlsson
Lars-Göran Carlsson, né le 24 juillet 1949 à Norrköping et mort le 27 juillet 2020, est un tireur sportif suédois.

## Carrière
Lars-Göran Carlsson participe aux Jeux olympiques de 1980 à Moscou et remporte la médaille d'argent dans l'épreuve du skeet.